# Olympische Sommerspiele 2004/Teilnehmer (Katar)
| Gelbes Symbol für Goldmedaillen mit stilisierten Olympischen Ringen | Graues Symbol für Silbermedaillen mit stilisierten Olympischen Ringen | Braundes Symbol für Bronzemedaillen mit stilisierten Olympischen Ringen |
| ------------------------------------------------------------------- | --------------------------------------------------------------------- | ----------------------------------------------------------------------- |
| —                                                                   | —                                                                     | —                                                                       |

Katar nahm an den Olympischen Sommerspielen 2004 in Athen, Griechenland, mit einer Delegation von 15 Sportlern (allesamt Männer) teil.

## Teilnehmer nach Sportarten

### Gewichtheben
- Nader Sufyan Abbas
Mittelgewicht: 9. Platz

- Said Saif Asaad
Schwergewicht: Wettkampf nicht beendet

### Leichtathletik
- Majed Saeed Sultan
800 Meter: Vorläufe

- Abdul Rahman Suleiman
1500 Meter: Vorläufe

- Sultan Khamis Zaman
5000 Meter: Vorläufe

- Ahmed Jumaa Jaber
Marathon: 38. Platz

- Musa Amer Obaid
3000 Meter Hindernis: 4. Platz

- Khamis Abdullah Seifeddine
3000 Meter Hindernis: 15. Platz

- Abdul Rahman al-Nubi
Weitsprung: 34. Platz in der Qualifikation

- Ibrahim Aboubaker
Dreisprung: 16. Platz in der Qualifikation

- Khalid Habash al-Suwaidi
Kugelstoßen: 30. Platz in der Qualifikation

- Ahmad Hassan Moussa
Zehnkampf: Wettkampf nicht beendet

### Schießen
- Rashid al-Athba
Doppel-Trap: 11. Platz

- Nasser Al-Attiyah
Skeet: 4. Platz

### Schwimmen
- Anas Abuyousuf
400 Meter Freistil: 43. Platz